# Clarisse Machanguana
Clarisse Machanguana (Moçambique, 4 de outubro de 1976) é uma jogadora de basquete profissional moçambicana. Jogou internacionalmente tanto nos Estados Unidos (WNBA, entre 1999 e 2002) e em Espanha (FC Barcelona desde 2003). Também representou Moçambique nos Jogos da Lusofonia 2006 em Macau, na China.

## Biografia
Clarisse começou a praticar basquetebol na escola primária, com os seus seis anos  de idade. Logo integrou-se na mesma modalidade assimilando as regras da mesma e os modelos de treinamento.
Inicicou a carreira com os nove anos treinando no campo do costa de sol, batendo bola , chegando a se revelar no campo do Maxaquene. Aos quinze anos, Clarisse foi jogadora da Seleçãao Nacional, aos dezoito anos de idade, ela conseguiu uma bolsa para Portugal, onde permaneceu por dois anos jogando para o Oliverense.
Na mesma epoca foi abordada por Scout, um olheiro norte-americano, que procurava por jovens atletas, levando-a para os Estados Unidos das Americas, onde fez os estudos universitarios, formando-se em Justiça Criminal.
Clarisse jogou durante 10 anos na WNBA( Womens National Basketball Association) tendo representado emblemas como: San Jose Lasers; Los Angels Sparks ate 2003.
Onde fez entre 3,1 pontos à 5,4 pontos, dentre 25 à 59 jogadas, no Milagre Orlando;Charlotte Sting entre outros.
No decorrer do ano de 2003, Clarisse foi para a Espanha, onde vestiu a camisola do FC Barcelona, e depois rumo a espanha, Clarisse foi jogar para o Napoli, na epoca de 2003 a 2004. Em 2005 absteve- se por motivos de maternidade mas depois voltou, indo jogar para a Franca, Brasil e na Coreia do sul.
Como jogadora da Selecção Nacional, contribuiu para a conquista da medalha de ouro, nos primeiros Jogos da Lusofonia, realizados em 2006, em Macau. E em 2013, Clarisse fez parte do grupo de atletas que qualificou Moçambique ao primeiro Campeonato Mundial da modalidade, depois do segundo lugar  no Afrobasket-2013, que se disputou na capital moçambicana, Maputo.
Aos 40 anos de idade, Clarisse Machanguana anunciou a sua retirada dos campos, tendo se despedido na final do Afrobasket-2013, anunciando que se dedicaria aos jovens e adolescentes, em particular em questões ligadas à sexualidade, HIV e SIDA e desporto.Em Outubro do mesmo ano, lançou o livro intitulado “A Estrela Luz da Minha Alma”. Mãe de dois filhos, Clarisse tem estado, actualmente, a implementar projectos, com o objectivo de dar aos jovens, a mesma oportunidade que teve.